# Hoffmannola lesliei
Hoffmannola lesliei is een slakkensoort uit de familie van de Onchidiidae. De wetenschappelijke naam van de soort is voor het eerst geldig gepubliceerd in 1892 door Stearns.